# シクロアワオドリン
シクロアワオドリン (cycloawaodorin) とは、糖からなる有機化合物の一種で、L-ラムノースがα(1→4)グルコシド結合によって環状に連なった環状オリゴ糖である。6個、7個の L-ラムノースからなるシクロアワオドリンが知られており、それぞれ α-シクロアワオドリン、β-シクロアワオドリンと称される。
1991年、シクロアワオドリンは、徳島文理大学の西沢麦夫らの研究グループにより、合成法とともに初めて報告された。さらに1992年、改良版の合成法が発表された。この物質名は、西沢らが研究拠点をおく徳島の阿波踊りに由来する。合成に成功したのは大学院生だった今川洋で、構造式を見た西沢が「阿波踊りに似てる」と言い出したという。
環状オリゴ糖はシクロデキストリンを筆頭として多くの化合物が知られるが、そのほとんどはグルコースなど D体の糖からなる。ラムノースは天然型が L体の 6-デオキシ糖であるため（6-デオキシ-L-マンノースにあたる）、シクロアワオドリンは L体の糖からなる初めての環状オリゴ糖にあたる。

## シクロアワオドリンの合成
α-シクロアワオドリンの合成法のうち、1992年に西沢らが発表した改良版を紹介する。
適当な保護が施されたラムノシルクロリド 1 からチオメチルラムノシド 2 を合成する。2 に 1 とテトラメチル尿素 (TMU) を加えて加熱すると、α-選択的にグリコシル化が起こり、二糖が得られる。アセチル基を脱保護後に、さらに同じグリコシル化-脱アセチル化を計5回繰り返すと、六糖 3 が得られる。ここにジメチル（メチルチオ）スルホニウムトリフラート (DMTST) を作用させて分子内で環化（収率 56%）させ、ベンジル基を加水素分解により脱保護すると、α-シクロアワオドリンが得られる。
同様の手法により、ラムノースが1つ少ないシクロ-L-ラムノペンタオース、逆にラムノースが1つ多い β-シクロアワオドリン、さらに 1か所 β-グリコシド結合を含む イソ-β-シクロアワオドリンを得ることもできる。
2 から 3 までのグリコシド化で鍵となっている熱的グリコシド化は西沢らにより開発された手法で、ラムノシドのほかマンノシドをα選択的に合成できる。
α-シクロアワオドリンは、包接化合物としての検討もなされており、2,4-ヘキサジエン二酸との錯体形成が報告されている。